# Phacellodomus striaticollis
El espinero pechimoteado (Phacellodomus striaticollis), también denominado espinero pechirrayado, tío-tío o tío-tío común (en Uruguay), es una especie de ave paseriforme de la familia Furnariidae, perteneciente al género Phacellodomus. Es nativa del sudeste de América del Sur.

## Distribución y hábitat
Se distribuye en el noreste de Argentina (este de Formosa hacia el sur hasta el este de Córdoba y norte de Buenos Aires), sureste de Brasil (al sur desde el este de Paraná) y Uruguay. También en Paraguay.
Esta especie es considerada poco común en sus hábitats naturales: los bordes arbustivos de bosques en galería y del monte, y en enmarañados en terrenos pantanosos más abiertos (casi siempre cerca de agua), hasta los 700 m de altitud.

## Estado de conservación
El espinero pechimotedo es considerado una especie bajo preocupación menor.

## Sistemática

### Descripción original
La especie P. striaticollis fue descrita por primera vez por los naturalistas franceses Alcide d'Orbigny y Frédéric de Lafresnaye en 1838 bajo el nombre científico Anumbius striaticollis; la localidad tipo es: «Buenos Aires, Argentina».

### Etimología
El nombre genérico masculino «Phacellodomus» deriva del griego «phakellos»: amontonado de palitos, y «domos»: casa; en referencia al típico nido de estas especies; y el nombre de la especie «striaticollis», se compone de las palabras del latín «striatus»: estriado, y «collis»: de garganta, de pescuezo; significando «de garganta estriada».

### Taxonomía
La especie Phacellodomus maculipectus fue anteriormente considerada conespecífica con la presente, pero algunos autores ya la trataban como una especie separada, como Nores e Yzurieta (1981) y Ridgely & Tudor (1994), con base en diferencias morfológicas, de plumaje, ecológicas (como la falta de asociación con agua, el formato del nido) y de vocalización (muy significativas). La elevación al rango de especie plena fue aprobado en la Propuesta No 19 al Comité de Clasificación de Sudamérica. Los estudios filogenéticos recientes encontraron que la presente no es cercana a P. maculipectus y si hermana de Phacellodomus ruber. Es monotípica.